# 白身鱼

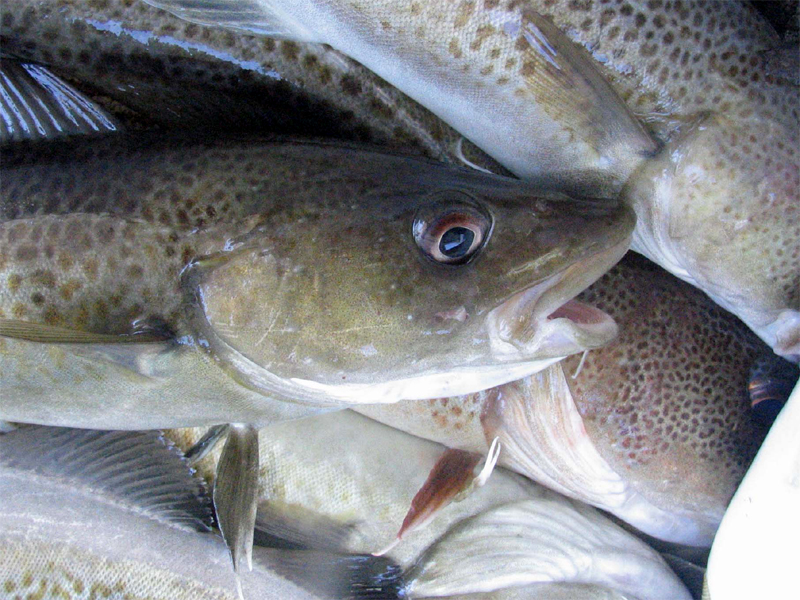
白鱼（大西洋鱈）

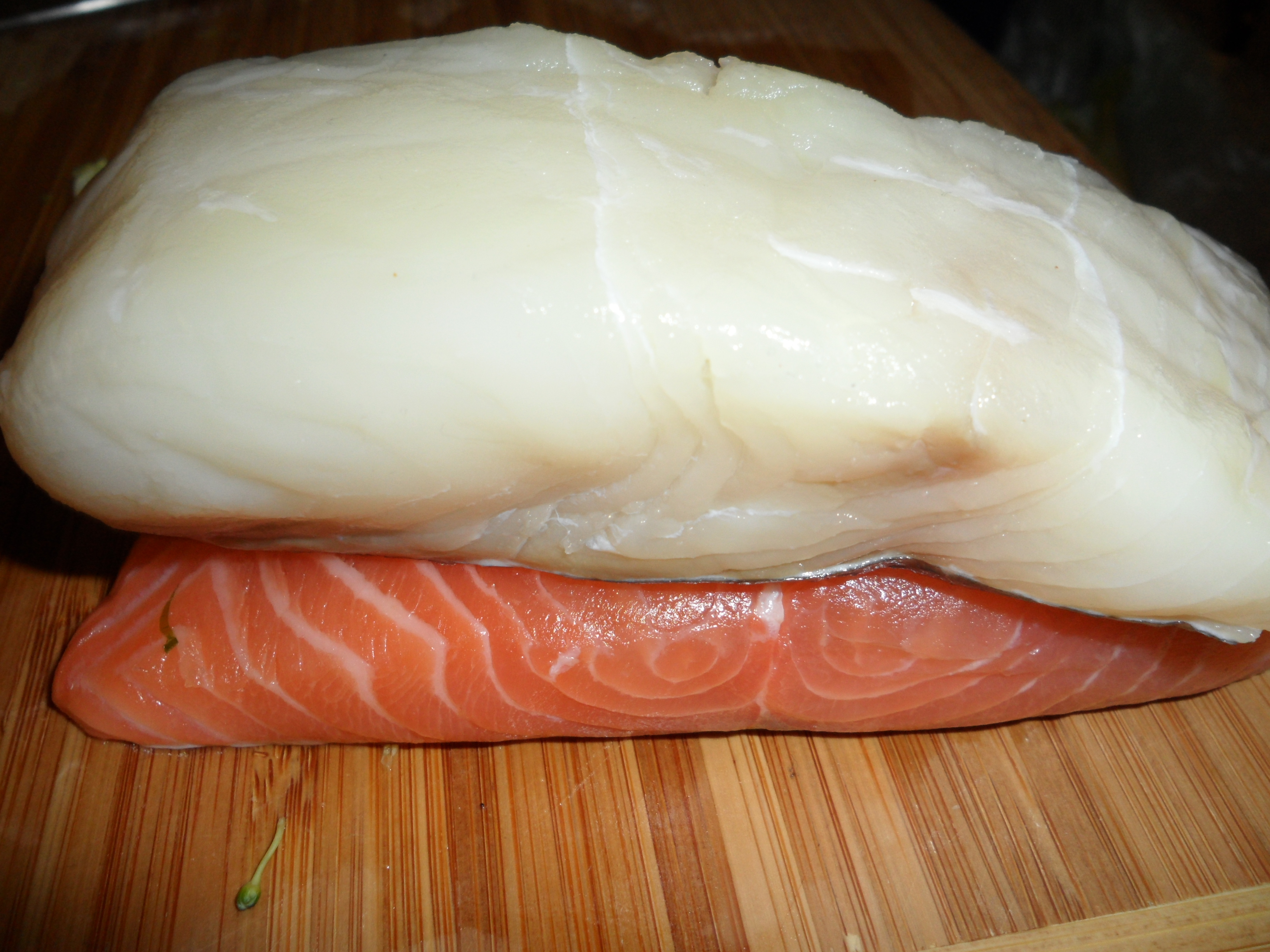
上面是白身魚，下面是鮭魚

白身魚又稱白魚，是一个渔业領域的术语，是指几种有鳍的底栖鱼类，例如大西洋鱈（Gadus morhua）、白鲑 （Merluccius bilinearis）、黑線鱈（Melanogrammus aeglefinus）、鳕鱼（Urophycis）、狹鱈（Pollachius）等物種。此外還有幾種大西洋淡水鱼也被稱為白魚（Coregonidae）。它們一般生活在海底附近。

## 营养信息
根据美国农业部的数据，198克白身鱼魚片包含以下营养信息：
- 卡路里：265
- 碳水化合物(克): 0
- 纤维素(克): 0
- 蛋白质(克)：37.80
- 胆固醇(毫克)：119
- 脂肪(g)：11.60